# Site archéologique Cartier-Roberval
Le site archéologique Cartier-Roberval est le site d'un ancien établissement colonial français occupé entre 1541 et 1543 situé sur un promontoire à Cap-Rouge, à la confluence du fleuve Saint-Laurent et de la rivière du Cap Rouge. 
Le site de 324 m2 renferme les vestiges d'au moins trois bâtiments composant la colonie de Charlesbourg-Royal, plus tard rebaptisée France-Roi. Témoin de l'une des plus anciennes colonies françaises en Amérique du Nord, le site a été classé comme site patrimonial en 2018. Une collection de 6 000 artéfacts retrouvés sur le site a aussi été classée.

## Découverte

### Contexte
La découverte a lieu le 18 octobre 2005, lors d’une opération d’inventaire archéologique dirigé par l’archéologue et préhistorien Yves Chrétien. Cette opération préventive devait aboutir à l’élaboration d’une infrastructure d’observation sur le promontoire du cap Rouge, une initiative prise par la ville de Québec pour souligner son 400e anniversaire,. 
Devant l'importance de la découverte d'une colonie datant de 1543 (et donc âgée de 462 ans), le gouvernement, par l'entremise de la Commission de la capitale nationale du Québec, lance un vaste programme de fouilles archéologiques afin de protéger ce lieu historique unique et de permettre aux générations actuelles et futures d'en bénéficier pleinement. 

#### Soupçons avant la découverte officielle
Avant la découverte officielle du site, divers indices d'un établissement ancien sont relevés dans une publication de l’historien britannique Alfred Hawkins en 1834. Il y recense ainsi la présence de boulets de canons, de vestiges de pierre et des sillons de labour, qui étaient apparus au cours de différents travaux d’aménagement de la villa familiale d'Henry et de William Atkinson.
La présence du site est aussi suggérée par la carte de 1846 du notaire Archibald Campbell. Celle-ci montre deux monticules, dont l’un qui porte la mention Jacques Cartier’s fort. L’autre n'est pas identifié. À la lumière des fouilles, ce monticule s’avèrerait être l’emplacement potentiel de la « grosse tour » mentionnée dans le récit historique du sieur de Roberval.   

## Les fouilles
De 2006 à 2010, sous l’égide de la Commission de la capitale nationale du Québec, une équipe d’une douzaine d’archéologues et d’une vingtaine de spécialistes participe aux fouilles. Celles-ci sont codirigées par les archéologues Richard Fiset et Gilles Samson. Les fouilles ont principalement eu lieu sur le bord du promontoire du cap Rouge, et ce, en dépit des inventaires préliminaires qui s'étendaient au parc voisin Cartier-Roberval. 

### Fort d'en haut
Les fouilles de 2006 précisent la superficie du site du fort d’en haut, une zone définie par sa riche couche d’incendie et se situant sur le promontoire du cap Rouge. Si l'inventaire d'Yves Chrétien avait estimé que le site couvrait environ 200 mètres carrés, les avancées de 2006 ont permis de le baliser à près de 1500 mètres carrés. En 2023, les archéologues estiment que la zone du fort d’en haut engloberait également le parc Cartier-Roberval dans sa totalité, une zone qui atteindrait environ 60 000 mètres carrés de surface.  La théorie d’une zone de plus grande envergure est d’ailleurs soutenue par la documentation historique. Cette dernière avance la présence d’une enceinte faisant plus d’une lieue de circonférence.
Au terme de trois saisons, l’espace fouillé totalise 336,5 mètres carrés soit environ 20 % d’une aire couvrant 1 500 mètres carrés. Dans ce noyau principal, les fouilles ont mis au jour une épaisse couche d’incendie qui varie de 40 à 60 cm de profondeur. 

### Fort d'en bas
Quant au fort d’en bas, sa localisation ne fait pas consensus auprès des experts. Pour la ville de Québec, celui-ci se trouverait sur le site de l’actuelle église Saint-Félix de Cap-Rouge. Pour les archéologues ayant travaillé sur le site, le fort d’en bas se situerait au pied de la falaise, du côté est de la rivière Cap-Rouge.

## Les résultats
Les résultats des fouilles ont été consignés dans un rapport synthèse produit entre 2010 et 2013.

### Collection archéologique
Selon les spécialistes, l’ensemble artéfactuel reste fragmentaire et bénéficierait d’une poursuite des fouilles. 
À ce jour, plusieurs milliers d'artefacts du XVIe siècle ont été mis au jour ainsi que les vestiges d'au moins cinq aires de construction. Des objets et des restes d'aliments de luxe laissent supposer qu'un secteur était réservé à l'élite. La présence de poterie iroquoienne et de restes de plantes autochtones témoigne des échanges entre Français et Autochtones.  La collection archéologique comprend ainsi une composante autochtone de 183 éléments, représentant 1,6 % de l’ensemble de la collection. On compte de ce fait des tessons de céramique, des outils et déchets de débitage, et quelques grains de maïs et de tournesol. Au total, la collection regroupe près de 11 600 éléments, dont la moitié est constituée d'artéfacts et l’autre moitié d'écofacts identifiés. Dans cette deuxième catégorie, il existe une petite collection de restes fauniques de 723 éléments. 
Enfin, la collection inclut aussi plusieurs dizaines de milliers de fragments de charbon de bois et de mottes d’argiles, dont un grand nombre ont été rubéfiés par l’incendie qui a ravagé cette partie de l’établissement colonial. Vingt-deux échantillons de charbon de bois ont fait l’objet de datations radiométriques. Ces datations ont permis de s’assurer que les découvertes à différents endroits du site pouvaient être attribuées à des paramètres chronologiques compatibles avec une occupation du XVIe siècle. 

### Interprétations archéologiques

#### Bâtiments
Sur la superficie d’environ 1500 mètres carrés, les archéologues ont localisé plusieurs empreintes de pieux et de traces de pièces de bois au fond de tranchées de construction. Les données convergent vers l’identification de deux bâtiments et d’une autre aire résidentielle, où les méthodes de construction impliquent des charpentes en pan de bois comblées par du torchis. 
La présence de lambourdes au sol, de clés, de fragments de verre à vitre et de charnières invite à considérer des logis dotés d’un certain confort (offert par un plancher, des espaces et des coffrets sécurisés ainsi que des ouvertures vitrées favorisant la luminosité). Quelques éléments de vitrail de couleur rougeâtre permettent d’évoquer la présence d’un espace religieux à l’intérieur de l’un des bâtiments. Le dispositif de chauffage n’est pour l’instant documenté que par un batte-feu (un outil en fer forgé); des fragments de silex qui ont pu servir de briquet; et des amas de matériaux qui induisent l’hypothèse d’une ou plusieurs cheminées. 

#### Activités culinaires
Les activités culinaires sont abondamment représentées par des fragments de vaisselle, de chaudron de fonte, de coquemar et de marmite de terre cuite. Les analyses archéologiques mettent en évidence une alimentation provenant de provisions européennes. La présence de grains et de phytolithes d’orge et de blé, de noyaux d’olives et de dattes, de graines de moutarde et d’ossements de porcelet corrobore cette hypothèse. L'adaptation et la versatilité de l'alimentation des colons français sont d'ailleurs attestées par la découverte archéologique de ressources locales comme le phoque du Groenland, l’esturgeon, le grand pingouin, le maïs et le tournesol.  

#### Culture matérielle
La culture matérielle découverte sur le site témoigne de la présence d’activités administratives, artisanales et minières. La présence d’une palissade d’un corps de garde et de pièces d’armement suggèrent que l’établissement fouillé présentait un caractère défensif. 

#### Présence autochtone
La majorité des objets attribués aux Autochtones appartiennent à la tradition iroquoienne du Saint-Laurent. Ces artéfacts témoignent de contacts et d’échanges marqués par la collaboration, voire l’entraide avec les Français. D’après la documentation historique, cette période de collaboration est survenue à Charlesbourg-Royal (France-Roi) en 1542 et en 1543, lors du séjour de Jean-François de La Rocque, sieur de Roberval, nommé le lieutenant général du roi François 1er.  

## Un projet toujours en cours

### Parcours d'interprétation
Au parc Cartier-Roberval existant, propriété de la Ville de Québec, la Commission a aménagé au sud de la voie ferrée des sentiers et des éléments d'interprétation. 
Les visiteurs peuvent y contempler le fleuve Saint-Laurent et sa rive sud, mettre à jour leurs connaissances de cet épisode marquant de l'histoire nationale et fouler le sol qu'a foulé, il y a près de cinq siècles, celui qui fut longtemps appelé le découvreur du Canada, le navigateur malouin Jacques Cartier. Lancé en 2018, le projet de valorisation du site archéologique de Cartier-Roberval a permis d'installer sur le site un parcours d'interprétation, un bâtiment d'accueil et d'une passerelle d'observation. 

### Seconde phase de fouilles
Le projet d’une deuxième phase de fouilles, envisagé par le gouvernement du Québec, a été mis sur pied entre 2014 et 2016. Cette phase II n’a cependant pas vu le jour. Ce projet de reprise des fouilles est aujourd’hui soutenu par l’Institut de recherche Cartier-Roberval (présidé par Gilles Samson et Richard Fiset), un organisme travaillant de concert avec la Société historique du Cap-Rouge (SHCR). 
L’Institut de recherche Cartier-Roberval œuvre à diffuser les résultats de ses recherches au grand public. Dans cette optique, en 2022, les archéologues Richard Fiset et Gilles Samson publient chez les éditions Crescendo la synthèse intitulée Le Premier chapitre de l’Histoire du Québec.  En 2023, les archives du projet archéologique sont offertes à la SHCR dans le but de les rendre accessibles au plus grand nombre. 
Pour les archéologues militant pour la réalisation d’une deuxième phase de fouilles, le site Cartier-Roberval représenterait un site archéologique important dans la compréhension historique de l’exploration du Nouveau Monde.   